# Йохан Адолф I (Саксония-Вайсенфелс)
Йохан Адолф I фон Саксония-Вайсенфелс (на немски: Johann Adolf I von Sachsen-Weißenfels; * 2 ноември 1649, Хале на Заале; † 24 май 1697, Вайсенфелс) от рода на Албертинските Ветини, е вторият херцог на Саксония-Вайсенфелс и княз на Саксония-Кверфурт (1680 – 1697). Като херцог той има за личен лекар значимият Георг Хендел, баща на германско-британския композитор Георг Фридрих Хендел.

## Живот
Той е най-възрастният син на херцог Август фон Саксония-Вайсенфелс (1614 – 1680) и първата му съпруга Анна Мария фон Меклембург-Шверин (1627 – 1669), дъщеря на херцог Адолф Фридрих I фон Мекленбург. Брат е на Хайнрих (1657 – 1728), херцог на Саксония-Вайсенфелс-Барби. Полубрат е на Фридрих (1673 – 1715), херцог на Саксония-Вайсенфелс-Даме.
Йохан Адолф I се жени на 25 октомври 1671 г. в Алтенбург за Йохана Магдалена фон Саксония-Алтенбург (1656 – 1686), дъщеря на херцог Фридрих Вилхелм II фон Саксония-Алтенбург и втората му съпруга Магдалена Сибила Саксонска. След нейната смърт на 22 януари 1686 г. той се жени втори път на 3 февруари 1692 г. в Кверфурт (морганатичен брак) за Христина Вилхелмина фон Бюнау (1666 – 1707), дъщеря на Рудолф фон Бюнау, с която няма деца.
Херцог Йохан Адолф е приет в литературното общество Fruchtbringende Gesellschaft от баща му, който е негов шеф.
Йохан Адолф I умира на 24 май 1697 г. около 11:30 часа на 48 години и на 26 май е погребан в дворцовата църква на Ной-Аугустусбург.

## Деца
Йохан Адолф I и Йохана Магдалена фон Саксония-Алтенбург имат децата:
- Магдалена Сибила (1673 – 1726) ∞ херцог Йохан Вилхелм фон Саксония-Айзенах
- Август Фридрих (1674 – 1675)
- Йохан Адолф (* 7 юни 1676; † 18 юни 1676)
- Йохан Георг (1677 – 1712), 3. херцог на Саксония-Вайсенфелс ∞ Фридерика Елизабет фон Саксония-Айзенах
- син без име (*/† 1678)
- Йохана Вилхелмина (1680 – 1730)
- Фридрих Вилхелм (*/† 1681)
- Христиан (1682 – 1736), 4. херцог на Саксония-Вайсенфелс ∞ Луиза Христиана фон Щолберг-Щолберг
- Анна Мария (1683 – 1731) ∞ имперски граф Ердман II фон Промнитц
- София (1684 – 1752) ∞ (I) маркграф Георг Вилхелм фон Бранденбург-Байройт и ∞ (II) имперски граф Алберт Йозеф фон Ходитц
- Йохан Адолф II (1685 – 1746), 5. херцог на Саксония-Вайсенфелс ∞ (I) Йоханета Антоанета Юлиана фон Саксония-Айзенах и ∞ (II) Фридерика фон Саксония-Гота-Алтенбург